# Tiếng Urak Lawoi’
Tiếng Urak Lawoi' là ngôn ngữ của người Urak Lawoi cư trú ở phía tây Bán đảo Malay miền nam Thái Lan. Họ là dân tộc bản địa Malay sống trên các hòn đảo ở biển Andaman ngoài khơi bờ biển phía tây Thái Lan, gồm Phuket, đảo Phi Phi, Jum, Ko Lanta, Bulon, Ko Lipe và Ko Adang, quần đảo Adang. Do không cư trú ổn định nên họ được gọi là người du mục biển.
Tiếng Urak Lawoi thuộc phân nhóm ngôn ngữ Malayic, Nhóm ngôn ngữ Malay-Sumbawa của Ngữ tộc Malay-Polynesia trong Ngữ hệ Austronesia. Nó có liên hệ gần gũi với Orang (Suku) Laut sống ở vùng giữa Sumatra và Bán đảo Malay, nói các ngôn ngữ Malayic với nhiều phương ngữ khác nhau .